# Chai Hansen
Chai Hansen, nome d'arte di Surachai Romruen (Ko Samui, 8 febbraio 1989) è un attore thailandese naturalizzato australiano. È noto soprattutto per il ruolo di Zac in Mako Mermaids - Vita da tritone, quello di Ilian in The 100 e quello di Jordan Kyle in Shadowhunters.

## Biografia

### Infanzia
Hansen è nato a Ko Samui, un'isola nel Golfo della Thailandia l'8 febbraio 1989, figlio di padre thailandese, Superut Romruen, e di madre australiana, Sandra Hansen. All'età di sette anni, Hansen emigrò in Australia con la madre e la sorella Sarah Romruen.

### Carriera
Ha esordito come attore col nome d'arte Chai Romruen nella serie televisiva Mako Mermaids - Vita da tritone, spin-off di H2O, nel quale interpreta il ruolo del tritone Zac.
Dopo aver recitato in alcuni film e cambiato il nome d'arte in Chai Hansen, nel 2017 venne scelto per interpretare il ruolo di Ilian nella quarta stagione di The 100 e all'inizio del 2018 è stato scelto per il ruolo del lupo mannaro Jordan Kyle nella terza stagione di Shadowhunters.
Nel maggio 2021, Hansen è stato scelto per interpretare il ruolo di Jude nella serie Notte stellata.
Dal 2021 al 2025 ha interpretato il cameraman gay Tim Ahern nella serie della ABC The Newsreader.

## Filmografia

### Cinema
- Dead Moon Circus, regia di James Peniata (2012)
- Dead Moon Circus Part 2, regia di James Peniata (2013)
- Pavlomance, regia di Jordan Bailey e Ryan Unicomb - cortometraggio (2013)
- Revolving Doors, regia di Darwin Brooks - cortometraggio (2013)
- Thicker Than Water, regia di Dominic Crisci (2018)
- Christmas Ransom, regia di Adele Vuko (2022)

### Televisione
- Mako Mermaids - Vita da tritone (Mako Mermaids) – serie TV, 68 episodi (2013-2016)
- The 100 – serie TV, 7 episodi (2017)
- Shadowhunters – serie TV, 11 episodi (2018-2019)
- The New Legends of Monkey – serie TV, 20 episodi (2018-2020)
- The Newsreader – serie TV, 11 episodi (2021-2025)
- Notte stellata (Night Sky) – serie TV, 8 episodi (2022)
- Population: 11 – serie TV, 6 episodi (2024)
- We Were Tomorrow – serie TV, 6 episodi (2024)
- Apple Cider Vinegar, regia di Jeffrey Walker – miniserie TV (2025)

## Riconoscimenti
- 2018 - Maverick Movie Awards
  - Candidato come Miglior gruppo di attori per Thicker Than Water (insieme a Madeleine Kennedy · Ellie Popov · Anthony Brandon Wong · Pete Murray)

- 2022 - The Equity Ensemble Awards
  - Miglior gruppo di attori in una serie drammatica per The Newsreader (insieme a Anna Torv · Sam Reid · Robert Taylor · William McInnes · Michelle Lim Davidson · Chum Ehelepola · Stephen Peacocke · Marg Downey · Maude Davey · Jackson Tozer · Maria Angelico)

## Doppiatori italiani
Nelle versioni in italiano delle opere in cui ha recitato, Chai Hansen è stato doppiato da:
- Mirko Cannella in Mako Mermaids - Vita da tritone
- Federico Campaiola in Shadowhunters
- Matteo Liofredi in Notte stellata
- Alberto Franco in Apple Cider Vinegar